# I sommarns friska vind
I sommarns friska vind är en roman skriven av Gösta Gustaf-Janson och utgiven 1970.

## Handling
Rydsholmsfamiljerna tillbringar några sommarmånader i Båstad. Längre fram lurar Kreugerkraschen vid horisonten.

## Källa
- Gustaf-Janson, Gösta (1970). I sommarns friska vind. Stockholm: Albert Bonniers Förlag. Libris 1785019